# Park Ji-su
Park Ji-su (Koreanisch: 박지수, * 6. Dezember 1998 in Seongnam, Gyeonggi-do) ist eine südkoreanische Basketballspielerin.

## Karriere
Park Ji-su wuchs in einer sportlichen Familie auf. Ihre Mutter Lee Soo-kyung war Volleyball-Jugendnationalspielerin, ihr Vater Sang-kwan professioneller Basketballer. Sie versuchte sich zunächst im Sport ihrer Mutter, wechselte aber in der dritten Klasse zum Basketballspiel, das sie bei ihrem Bruder Jun-hyeok gesehen hatte – der heute ausgerechnet Volleyballspieler ist.
Park spielte 2012 als 14-jährige für das koreanische U17-Nationalteam in der FIBA-U17-Weltmeisterschaft und gab 2014 fünfzehnjährig bei der Basketball-Weltmeisterschaft als jüngste Spielerin in Koreas Geschichte ihr Debüt im Jersey der Damennationalmannschaft, bevor sie 2016 als erste Wahl von den Cheongju Kookmin Bank Stars gedraftet wurde.
Nach ihrer Premieren-Saison in der Women's Korean Basketball League (WKBL) wurde sie 2017 zum Rookie of the Year gewählt.
Im Frühjahr 2018 hatte sich Park Ji-su zur WNBA-Draft angemeldet und war nach einem von Las Vegas-Coach Bill Laimbeer eingefädelten Tauschgeschäft in der Draftnacht von den Minnesota Lynx an 17. Stelle ausgewählt und für zukünftige Draft-Picks an die Las Vegas Aces abgegeben worden. Mit ihrem ersten Einsatz für die Aces am 20. Mai 2018 wurde sie zur zweitjüngsten WNBA-Spielerin aller Zeiten. Als Marija Alexandrowna Stepanowa ihren Einsatz als jüngste Spielerin hatte, war Park noch nicht einmal geboren.
In der WKBL wurde sie 2019 sowohl jüngster MVP der regulären Saison als auch Finals MVP. Nach der gescheiterten Olympiaqualifikation für die Olympischen Spiele in Rio erfüllte sich Park 2019 bei einem Qualifikationsturnier für Tokio 2020 ihren Olympiatraum.
2020 zog sie verletzungsbedingt zurück nach Korea und verzichtete auf einen WNBA-Einsatz in der Saison 2020. Die WKBL-Saison 2020/21 schloss sie als MVP und Meister ab. Es zeigte sich jedoch, dass Parks rasante sportliche Entwicklung ihrer mentalen weit voraus war. Unter dem Druck der großen Erwartungen der Öffentlichkeit an sie als „Zukunft des koreanischen Basketballs“ und ihrer eigenen, verlor sie im Verlauf der Saison fünf Kilogramm. Beim olympischen Turnier in Tokio, das im Jahr 2021 stattfand, schied Südkorea in der Gruppenphase nach einer guten Leistung und zwei äußerst knappen Niederlagen aus. Park Ji-su stand in allen drei Spielen weit über dreißig Minuten auf dem Parkett und steuerte zwei Double-doubles bei. Ihre Block- und Reboundquote war die beste des Turniers, außerdem servierte sie die zweitmeisten Blocks.
Im zweiten Jahr hintereinander errang Park auch 2021/22 Meisterschaft und MVP-Titel der WKBL. Die Wahl zum MVP war einstimmig, sie musste der Verleihungsgala allerdings COVID-19-bedingt fernbleiben.
Trotz einer vorliegenden Qualifying Offer der Las Vegas Aces meldete sich Park für die WNBA-Saison 2022 unerwarteterweise nicht zurück. Im August wurde verlautet, dass sie wegen der Behandlung einer Panikstörung im Anfangsstadium auch nicht an der Basketball-Weltmeisterschaft der Damen 2022 in Sydney teilnehmen werde. Nach dem Ende der WNBA Free agency period im Januar 2023 gaben die Las Vegas Aces bekannt, dass sie Parks Qualifying offer nicht verlängern würden. Park fiel aufgrund eines Bänderrisses im Mittelfinger zudem für einen großen Teil der 2022/23-Saison der KB Stars aus, die ohne ihre Starspielerin nur eine negative Siegquote erreichen konnten. Bei der Asien-Meisterschaft im Sommer hatte Park mit der Nationalmannschaft den 5. Platz belegt, bei den Asienspielen gewann Südkorea, nachdem bei den Spielen im Jahr 2018 noch ein gemeinsames Team mit Nordkorea gebildet worden war, im Jahr 2023 die Bronzemedaille gegen die Nordkoreanische Basketballnationalmannschaft der Damen.
2024 führte Park die Cheongju KB Stars zum Gewinn der Regular Season bei lediglich drei Niederlagen und erzielte im Saisondurchschnitt ein Double-double. Die Finalserie hingegen ging mit 1–3 Siegen an die Woori Bank. Nach der Saison erteilten die KB Stars ihrer Führungsspielerin die Freigabe, um bei Galatasaray Istanbul zu unterzeichnen.